# 철성고등학교
철성고등학교(鐵城高等學校)는 대한민국 경상남도 고성군 고성읍 기월리에 있는 사립 고등학교이다.

## 학교 연혁
- 1964년 1월 8일 : 학교법인 재성학원 인가
- 1964년 1월 8일 : 초대 이사장(설립자) 김재익 선생 취임
- 1966년 3월 15일 : 철성고등학교 설립인가
- 1967년 3월 5일 : 철성고등학교 개교(3학급)
- 1967년 3월 5일 : 초대 교장 김한조 선생 취임
- 1994년 11월 3일 : 구관 목조건물 철거 및 운동장 확장
- 2002년 3월 18일 : 강당(해웅관) 준공
- 2007년 8월 8일 : 학칙변경 12학급으로 인가
- 2010년 3월 23일 : 기숙사 준공
- 2011년 10월 13일 : 축구부 창단
- 2015년 9월 10일 : 급식소 증축
- 2019년 9월 3일 : 제9대 김성은 이사장 취임
- 2019년 12월 23일 : 법인 수덕학원 변경
- 2020년 3월 1일 : 제14대 허요 교장 취임
- 2023년 1월 3일 : 제54회 졸업식(88명) (총 졸업생 수 9,224명)
- 2023년 3월 2일 : 2023학년도 입학식(96명)

## 참고 자료
- 철성고등학교 - 한국교육학술정보원 학교알리미